# L'Action française (ouvrage)
L'Action française est un ouvrage de l'historien américain Eugen Weber publié originellement en 1962 aux États-Unis et publié en France en 1964 dans sa traduction française, consacré à l'étude du mouvement royaliste Action française.

## Présentation
Considéré comme « l'un des spécialistes de notre histoire contemporaine », Eugen Weber publie une somme sur l'histoire de l'Action française au temps de la Troisième République et du régime de Vichy. Il conçoit l'histoire de ce mouvement politique d'extrême droite comme « une sorte de roman politique aux rebondissements surprenants ». Il analyse les « cheminements multiples du royalisme, du nationalisme et du maurrassisme d'Action française » durant la première moitié du XXe siècle.  
Le premier rapport de police qui atteste l'existence de l'Action française est de mars 1905. En mai 1906, un autre rapport indique que toutes les « troupes réactionnaires » suivent désormais l'Action française. Eugen Weber détaille comment l'Action française s'est imposée malgré la faiblesse de ses moyens au début. En 1909, l'Action française ne comptait que sur 180 militants.  
L'auteur éclaire la complexité de l'attitude de Maurras durant la Seconde Guerre mondiale en juxtaposant son soutien indéfectible au régime de Vichy jusqu'en 1944 avec « sa haine de l'Allemagne, refusant de recevoir Brasillach, de publier des publicités pro-allemandes ou d'annoncer des meetings « européens » ».

## Sources
Eugen Weber s'appuie sur le dépouillement de la presse parisienne mais aussi de journaux de province comme La Nouvelle Guyenne et L'Eclair de Montpellier,. L'historien s'aide d'archives privées, notamment celles de Francisque Gay et de Charles Maurras. Il dévoile notamment une correspondance de seize lettres entre Maurras et Raymond Poincaré entre 1918 et 1925. Eugen Weber explique que ces échanges sont ceux d'alliés et que Maurras n'avait aucune influence directe sur Poincaré, président de la République entre 1913 et 1920. Il exploite les rapports de police conservés aux Archives nationales et bénéficie d'une autorisation spéciale pour exploiter les liasses de la période 1914-1939 à la différence de l'historien Frank Tannenbaum qui publie un ouvrage sur le même sujet la même année.

## Réception et postérité
L'ouvrage fait immédiatement autorité sur le sujet. Il est salué comme le « point de départ d'utiles retours en arrière » en tant que « première synthèse solide sur cette question majeure ». Selon l'historien Michel Winock, fin 2024, ce livre devenu un classique « demeure l'ouvrage de référence sur l'histoire de l'Action française », même si d'autres historiens l'ont complété par la suite, et « reste un passage obligé pour toute étude sur l'extrême droite en France », par « son ampleur, ses  qualités d'analyse et le style vivant du narrateur bien traduit par Michel Chrestien ».